# Dave Obey
David Ross "Dave" Obey, född 3 oktober 1938 i Okmulgee, Oklahoma, är en amerikansk demokratisk politiker. Han var ledamot av USA:s representanthus 1969–2011.
Obey kommer från en republikansk familj. Under 1950-talet blev en av hans lärare anklagad av att vara kommunist av senator Joseph McCarthys anhängare i deras häxjakt. McCarthy var republikansk senator för Wisconsin på den tiden. Som protest mot McCarthyismen bestämde sig Obey för att gå med i demokraterna. Obey avlade 1960 kandidatexamen och 1962 masterexamen vid University of Wisconsin–Madison. Han inledde därefter sin karriär som fastighetsmäklare. Obey var ledamot av Wisconsin State Assembly 1963–1969.
Kongressledamoten Melvin R. Laird blev 1969 utnämnd till USA:s försvarsminister. Obey vann fyllnadsvalet och efterträdde republikanen Laird i representanthuset. 2015 blev Obey hedersdoktor vid University of Wisconsin–Stevens Point.